# マウリシオ・デ・カルヴァーリョ・アントニオ
マウリシオ・デ・カルヴァーリョ・アントニオ（Maurício de Carvalho Antônio, 1992年2月6日 - ）は、ブラジル・サンパウロ州サンパウロ出身のプロサッカー選手。ポジションはディフェンダー。

## 来歴
サンパウロFCの下部組織出身。U-15、17ブラジル代表に選出された経歴を持ち、2010年にアウダックス・サンパウロEC（現・グレミオ・オザスコ・アウダックス）でプロのキャリアをスタートさせた。
2014年より、ポルトガルへ渡り、ポルティモネンセSC、FCポルトB、CSマリティモでプレーした。
2017年8月、日本の浦和レッズへ完全移籍で加入。8月15日に行われたスルガ銀行チャンピオンシップ・シャペコエンセ戦でデビューを果たした。9月23日に行われたJ1リーグ第27節・サガン鳥栖戦では、加入後初ゴールを挙げた。また、アジア王者として出場したFIFAクラブワールドカップ2017の5位決定戦（12月12日）ウィダード・カサブランカ戦で2ゴールを挙げ、チームを5位に導いた。この結果、クリスティアーノ・ロナウドと並び、Jリーグのチームに所属する選手として史上3人目となる大会得点王を受賞した。2020シーズンはブラジル1部の2クラブとサウジアラビア1部の強豪アル・ヒラルからオファーを受けたが、断り浦和でプレーすることを決めた。しかし、新加入のトーマス・デンにポジションを奪われ、前半戦はリーグ戦わずか2試合の出場に終わる。8月24日、古巣のポルティモネンセSCに期限付き移籍することが発表された。
2021年6月30日、サウジアラビアのアル・バーティンFCへ完全移籍。

## 所属クラブ
ユース経歴
- サンパウロFC

プロ経歴
- 2010年 - 2011年 アウダックス・サンパウロEC
- 2012年 ECペロタス
- 2012年 CAペナポレンセ
- 2013年 - 2014年 CAジュベントス
- 2014年 - 2016年 ポルティモネンセSC
  - 2015年 - 2016年 FCポルトB（ポルトガル語版）（期限付き移籍）
- 2016年 - 2017年 CSマリティモ
- 2017年8月 - 2021年6月 浦和レッドダイヤモンズ
  - 2020年8月 - 2021年6月 ポルティモネンセSC（期限付き移籍）
- 2021年6月 - 2023年 アル・バーティンFC
- 2023年 - 2024年 コリチーバFC
- 2025年 - パイサンドゥSC

## 個人成績
| 国内大会個人成績 | 国内大会個人成績 | 国内大会個人成績 | 国内大会個人成績 | 国内大会個人成績 | 国内大会個人成績 | 国内大会個人成績 | 国内大会個人成績 | 国内大会個人成績 | 国内大会個人成績 | 国内大会個人成績 | 国内大会個人成績 |
| 年度             | クラブ           | 背番号           | リーグ           | リーグ戦         | リーグ戦         | リーグ杯         | リーグ杯         | オープン杯       | オープン杯       | 期間通算         | 期間通算         |
| 年度             | クラブ           | 背番号           | リーグ           | 出場             | 得点             | 出場             | 得点             | 出場             | 得点             | 出場             | 得点             |
| ポルトガル       | ポルトガル       | ポルトガル       | ポルトガル       | リーグ戦         | リーグ戦         | リーグ杯         | リーグ杯         | ポルトガル杯     | ポルトガル杯     | 期間通算         | 期間通算         |
| ---------------- | ---------------- | ---------------- | ---------------- | ---------------- | ---------------- | ---------------- | ---------------- | ---------------- | ---------------- | ---------------- | ---------------- |
| 2014-15          | ポルティモネンセ | 3                | セグンダ         | 41               | 3                | 2                | 0                | 0                | 0                | 43               | 3                |
| 2015-16          | ポルトB          | 44               | リーガプロ       | 17               | 1                | -                | -                | -                | -                | 17               | 1                |
| 2015-16          | マリティモ       | 62               | プリメイラ       | 12               | 0                | 2                | 0                | -                | -                | 14               | 0                |
| 2016-17          | マリティモ       | 3                | プリメイラ       | 28               | 3                | 4                | 0                | 1                | 0                | 33               | 3                |
| 日本             | 日本             | 日本             | 日本             | リーグ戦         | リーグ戦         | リーグ杯         | リーグ杯         | 天皇杯           | 天皇杯           | 期間通算         | 期間通算         |
| 2017             | 浦和             | 2                | J1               | 9                | 1                | 1                | 0                | 0                | 0                | 10               | 1                |
| 2018             | 浦和             | 2                | J1               | 30               | 1                | 2                | 0                | 5                | 3                | 37               | 4                |
| 2019             | 浦和             | 2                | J1               | 22               | 1                | 2                | 0                | 1                | 0                | 25               | 1                |
| 2020             | 浦和             | 2                | J1               |                  |                  |                  |                  |                  |                  |                  |                  |
| 通算             | ポルトガル       | ポルトガル       | プリメイラ       | 40               | 3                | 6                | 0                | 1                | 0                | 47               | 3                |
| 通算             | ポルトガル       | ポルトガル       | セグンダ/プロ    | 58               | 4                | 2                | 0                | 0                | 0                | 60               | 4                |
| 通算             | 日本             | 日本             | J1               | 61               | 3                | 5                | 0                | 6                | 3                | 72               | 6                |
| 総通算           | 総通算           | 総通算           | 総通算           | 159              | 10               | 13               | 0                | 2                | 0                | 179              | 13               |

その他の公式戦
| 年度 | クラブ          | 州リーグ | 出場 | 得点 |
| ---- | --------------- | -------- | ---- | ---- |
| 2014 | ジュベントス-SP | SP州A3   | 13   | 0    |
| 通算 | 通算            | 通算     | 13   | 0    |
- 2019年
  - スーパーカップ 1試合0得点

| 国際大会個人成績 | 国際大会個人成績 | 国際大会個人成績 | 国際大会個人成績 | 国際大会個人成績 | FIFA      | FIFA      |
| 年度             | クラブ           | 背番号           | 出場             | 得点             | 出場      | 得点      |
| UEFA             | UEFA             | UEFA             | UEFA EL          | UEFA EL          | クラブW杯 | クラブW杯 |
| ---------------- | ---------------- | ---------------- | ---------------- | ---------------- | --------- | --------- |
| 2017-18          | マリティモ       | 3                | 1                | 0                | -         | -         |
| AFC              | AFC              | AFC              | ACL              | ACL              | クラブW杯 | クラブW杯 |
| 2017             | 浦和             | 2                | 5                | 0                | 1         | 2         |
| 2019             | 浦和             | 2                | 7                | 0                | -         | -         |
| 通算             | UEFA             | UEFA             | 1                | 0                | -         | -         |
| 通算             | AFC              | AFC              | 12               | 0                | 1         | 2         |

その他の国際公式戦
- 2017年
  - スルガ銀行チャンピオンシップ 1試合0得点

## タイトル

### クラブ
浦和レッズ
- 天皇杯 JFA 全日本サッカー選手権大会：1回（2018）
- AFCチャンピオンズリーグ：1回（2017）
- スルガ銀行チャンピオンシップ：1回（2017）

### 個人
- FIFAクラブワールドカップ 得点王：1回（2017）

## 代表歴
- U-15ブラジル代表
- U-17ブラジル代表